# La Civiltà Cattolica
La Civiltà Cattolica è una rivista della Compagnia di Gesù, la più antica ancora attiva in lingua italiana. Dalla fondazione al 2024 è stata pubblicata ogni 15 giorni. Dal 2025 le uscite sono mensili.
Tra le molte riviste cattoliche, la Civiltà Cattolica è l'unica ad essere esaminata in fase di bozza dalla Segreteria di Stato della Santa Sede e ad averne l'approvazione definitiva. Si considera una rivista di alta divulgazione.
Ben 12 Pontefici hanno rivolto messaggi e discorsi direttamente al Collegio degli Scrittori della rivista nel corso degli anni. Papa Francesco, in occasione dell'Udienza ai padri scrittori del 9 febbraio 2017 per la pubblicazione nel numero 4000, l'ha definita "una rivista unica nel suo genere". Prima di Francesco, avevano celebrato i numeri mille precedenti Leone XIII (1892) Pio XI (1933) e Paolo VI (1975). 

## Storia

### La fondazione
La rivista fu fondata intorno al 1850 da un gruppo di gesuiti di Napoli ed esuli dal Regno di Sardegna (tra cui il padre Antonio Bresciani) per iniziativa di padre Carlo Maria Curci. L'idea che spinse padre Curci alla fondazione della rivista fu quella di difendere «la civiltà cattolica», minacciata dai nemici della Chiesa, in particolare dai liberali e dai massoni, che andavano ispirando molte linee portanti dell'Italia risorgimentale. Curci sintetizzò così il programma della rivista:
(Padre Curci)
Il padre Curci ottenne l'appoggio pieno di papa Pio IX. Il pontefice seguì da vicino i lavori di creazione della rivista poiché dal novembre 1848 era ospitato, in esilio dall'Urbe, nella fortezza di Gaeta (parte del Regno di Napoli). Anche il Segretario di Stato, cardinale Giacomo Antonelli, guardò con favore all'iniziativa, come strumento adatto a difendere il pensiero cattolico. Invece il generale dei gesuiti dell'epoca, padre Joannes Philippe Roothaan (1783-1853), non era entusiasta dell'iniziativa per timore che, se la rivista fosse entrata in questioni politiche, la Compagnia di Gesù avrebbe potuto esserne danneggiata.
Il primo numero uscì il 6 aprile 1850; direttore fu il padre Curci stesso. Su sua esplicita richiesta la rivista fu pubblicata in italiano, e non in latino, come avrebbero voluto i superiori gesuiti. Tra i primi redattori si annoverano i seguenti padri:
- Luigi Taparelli D'Azeglio (1793-1862), filosofo del diritto.
- Matteo Liberatore (1810-1892), cultore della filosofia tomista, e precursore dell'insegnamento sociale della Chiesa, al punto che Leone XIII lo chiamerà a stendere la Rerum Novarum.
- Antonio Bresciani (1798-1862), letterato.
- Giovanni Battista Pianciani (1784-1862), studioso di scienze naturali.

Vi collaborarono anche i padri Carlo Piccirillo (1821-1888) e Giuseppe Oreglia di Santo Stefano (1823-1895), a quel tempo ancora studenti.
Molti di questi padri formeranno in seguito il primo Collegio degli Scrittori, costituito "perpetuamente" il 12 febbraio 1866 con il breve apostolico Gravissimum supremi di papa Pio IX. Fino al 1933 gli autori conservarono l'anonimato, e da quell'anno gli articoli furono firmati.
La rivista ebbe quindi subito un carattere polemico e combattivo, che si mantenne per lungo tempo. Era lo stile tipico dell'Ottocento, stile che peraltro era tipico anche degli avversari della Chiesa.
A causa della censura ordinata dalla polizia del Regno delle Due Sicilie, la redazione dopo pochi mesi dalla fondazione fu trasferita a Roma. La rivista si sentì vittima di una persecuzione da parte di «consiglieri e ministri massoni imbevuti di spirito anticurialista». A Roma La Civiltà Cattolica uscì in fascicoli quindicinali di 128 pagine.
Dopo tale passaggio La Civiltà Cattolica assunse sempre più il carattere dì interprete fedele del pensiero e delle direttive della Santa Sede.
La direzione effettiva passò al padre Giuseppe Calvetti e successivamente al padre Giuseppe Paria, che la resse dal gennaio 1855 al settembre 1856. La direzione nominale della rivista rimase invece nelle mani del padre Curci.
La Civiltà Cattolica sospese le pubblicazioni dopo il 20 settembre 1870, in seguito all'ingresso delle truppe italiane in Roma. La redazione fu trasferita a Firenze, dove la rivista riapparve il 24 dicembre successivo. La sede ritornò definitivamente a Roma il 26 dicembre 1887.

### Le battaglie dell'Ottocento
Protagonista del dibattito culturale che si svolse in Italia e nella Chiesa nella seconda metà del XIX secolo, La Civiltà Cattolicaportò un contributo decisivo al Sillabo, al Concilio Vaticano I (1869-1870) e, soprattutto, all'opera di restaurazione della filosofia tomista, che avrà il suo coronamento durante il pontificato di papa Leone XIII (1878-1903).
Rivestì sempre un ruolo di primo piano anche sulla scena politica italiana, seguendo con attenzione le vicende che portarono all'unificazione politica d'Italia e alla nascita della Questione Romana: dopo la breccia di Porta Pia (1870), si pose sempre in posizione critica per la classe politica liberale. Ugualmente portò avanti la polemica contro il modernismo.

#### Reazioni laiciste
Il mondo culturale laicista reagì all'opera de La Civiltà Cattolica con la fondazione, a Torino, della rivista Il Cimento, uscita dal 1852 al 1856. Attraverso di essa il filosofo Bertrando Spaventa (1817-1883), vicino al pensiero di Hegel, e lo storico della letteratura Francesco De Sanctis si proposero di confutare gli articoli della rivista cattolica.

### La prima metà del Novecento
All'inizio del Novecento la rivista si rivolgeva alla maggioranza della popolazione cattolica degli italiani, nel tentativo di costruire una scuola per una classe dirigente cattolica preparata ad affrontare il futuro, soprattutto dopo il graduale venir meno del non expedit.
Anche durante il fascismo la rivista puntò soprattutto alla formazione di questa classe dirigente, ovviando all'assenza di figure di rilievo nel movimento cattolico. Nel 1930, nell'ambito dello scontro fra Stato e Chiesa verificatosi dopo il Concordato del 1929, venne scoperto un legame fra il gruppo antifascista d'ispirazione monarchico-cattolica Alleanza Nazionale e padre Enrico Rosa, in quel tempo direttore della rivista.
Nel 1936 La Civiltà Cattolica trattò della liceità delle annessioni coloniali. Il tema fu affrontato da padre Antonio Messineo (1897-1968) in un frangente delicato: in quel tempo infatti l'Italia era impegnata nella conquista dell'Etiopia e stava vivendo il conseguente scontro con la Società delle Nazioni.
Nel 1937 pubblicò la lettera, con cui i vescovi spagnoli presero posizione il 1º luglio dello stesso anno 1937 sulla guerra civile, sostenendo il movimento dittatoriale del generale Franco.
È del 1938 un articolo a firma di Enrico Rosa, in cui il gesuita analizza alcune critiche rivolte alla rivista da uno studio sulla questione ebraica. L'autore respinge le accuse secondo le quali la rivista assecondò nel 1890 due misure contro gli ebrei: la confisca dei beni e l'espulsione dall'Italia; il padre Rosa afferma che nessuna delle due può essere ammessa da uno spirito cristiano, e che la rivista non le appoggiò, pur ammettendo che il vigore della polemica propria di quel momento storico non aiutò a esprimere le posizioni nella forma più chiara. Al tempo stesso l'articolo di Enrico Rosa prende le distanze dal nascente antisemitismo fascista. Nello stesso anno, però, la rivista commentò favorevolmente le Leggi razziali fasciste, volendo addirittura rilevarvi una notevole differenza con quelle naziste.
Secondo il giudizio degli storici cattolici La Civiltà Cattolica continuò sempre nella denuncia di tutti i totalitarismi che insanguinarono il 1900. Tale lettura non è condivisa dal resto degli storici, ed è stata messa in questione anche in tempi recenti (vedi oltre).
Degna di nota è l'opera di padre Robert A. Graham, dedicatosi a smentire le teorie storiche sul preteso "silenzio" di papa Pio XII a proposito dei campi di sterminio nazisti.
Nel secondo Dopoguerra mise in guardia contro il pericolo comunista in Italia e nei paesi dell'Est europeo. Articoli di fuoco, come quelli firmati da padre Riccardo Lombardi (1908-1979), richiamavano il mondo cattolico alla necessità di organizzarsi per combattere le sinistre nelle elezioni politiche del 1948.
In quel momento si verificò un dissidio interno al Collegio degli Scrittori sull'opportunità che i cattolici si alleassero con schieramenti diversi:
- Il direttore della rivista, padre Giacomo Martegani (1902-1981), vedeva con favore un "asse" di destra fra Uomo Qualunque, Movimento Sociale Italiano e parte della Democrazia Cristiana e, insieme al vescovo di Pompei, monsignor Roberto Ronca (1901-1978), favoriva la costituzione del movimento Civiltà Italica.
- In pratica prevalse invece una linea conforme, anche se critica, alle strategie di Alcide De Gasperi (1881-1954), rappresentata da padre Antonio Messineo e da padre Salvatore Lener (1907-1983).

### Dopo il Vaticano II

#### Prospettiva ecclesiale
La rivista diede un'amplissima informazione sul Concilio Vaticano II, al quale alcuni suoi scrittori parteciparono anche in qualità di periti.
Da allora la rivista non assunse più un tono di opposizione, ma di dialogo con il mondo moderno, nello sforzo di non venire meno alla verità cristiana e senza compromessi, alla ricerca di un dialogo tra fede e cultura.
Il lungo pontificato di papa Giovanni Paolo II influì inevitabilmente anche sulle scelte della Compagnia di Gesù e sulla rivista, favorendo la prospettiva missionaria e la ripresa di articoli apologetici, e il lavoro sulla Nuova Evangelizzazione di un mondo culturalmente sempre più disomogeneo e attratto da punti di riferimento diversi da quelli del Vangelo.

#### Nel contesto politico italiano
Nel momento del compromesso storico la rivista portò avanti un costante appello all'unità politica e partitica dei cattolici, cosa che sfociò in un pressante e perdurante richiamo a «rifondare» la DC.
Nel frattempo stava avanzando il processo di secolarizzazione della società italiana, visibile nelle sconfitte referendarie su temi come il divorzio e l'aborto. L'elettorato cattolico obbediente alle indicazioni della Chiesa divenne minoranza nel paese, e s'indebolì la sua forza politica, fino alla frammentazione e alla «libera uscita» dell'elettorato democristiano dopo la caduta del Muro di Berlino (1989) e l'inizio di Tangentopoli.

### La Civiltà Cattolicae l'antigiudaismo
David Kertzer, nel suo libro I Papi contro gli ebrei (2001), accusa la Chiesa cattolica di aver sostenuto, con il suo antigiudaismo, l'antisemitismo dei totalitarismi del XX secolo. In particolare riporta che nel 1882 La Civiltà Cattolica annunciò con soddisfazione le prime manifestazioni dei movimenti politici antisemiti moderni che organizzavano congressi internazionali. Riporta pure che nel 1890 nella stessa rivista apparvero tre lunghi articoli sulla "questione giudaica" che negli anni successivi furono riuniti in un libretto di 90 pagine diffuso per ogni dove.
Tale libro è stato oggetto di un pubblico dibattito sul Corriere della Sera tra lo stesso autore del libro e padre Giovanni Sale S.J.. Nella sua replica, il gesuita ammette l'antigiudaismo, ma osserva che «la rivista però modificò poi il suo antigiudaismo... E per impulso di Pio XI, a partire dal 1934, pubblicò alcuni articoli contro l'antisemitismo razziale». Inoltre «La Civiltà Cattolica fu l'unica rivista italiana che si oppose, già nell'agosto 1938, alla legislazione razziale emanata da Benito Mussolini il 1º settembre 1938».

## Il rapporto con la Santa Sede
Caratteristica specifica de La Civiltà Cattolica è il suo particolare rapporto con la Santa Sede. Quando il fascicolo della rivista è ancora in bozze viene inviato alla Segreteria di Stato per l'approvazione definitiva.
Il giudizio della Santa Sede verte essenzialmente su tre punti:
1. La conformità degli articoli con l'insegnamento ufficiale della Chiesa in materia di fede e di morale: alcuni articoli di particolare rilievo teologico e morale sono rivisti anche dalla Dicastero per la dottrina della fede o da altri dicasteri della Curia romana competenti.
2. La conformità o almeno la non sostanziale difformità con gli indirizzi seguiti dalla Santa Sede nei confronti degli Stati, in particolare nei confronti dell'Italia.
3. L'opportunità o meno di pubblicare taluni articoli in particolari situazioni.

Il lunedì che precede la data di pubblicazione il direttore è ricevuto in udienza in Segreteria di Stato: gli vengono comunicate le osservazioni fatte sul fascicolo, e queste sono discusse per decidere quali devono essere necessariamente inserite nella rivista e quali invece sono lasciate al giudizio e alla prudenza del direttore.
Nonostante ciò, la rivista esce sotto la responsabilità dei gesuiti che fanno parte del Collegio degli scrittori e per loro iniziativa circa gli argomenti trattati. La revisione vaticana non comporta che La Civiltà Cattolica sia un organo ufficiale e neppure ufficioso della Santa Sede; significa soltanto che quanto è pubblicato non è in contrasto con gli indirizzi di quest'ultima sui vari problemi.

### Struttura del fascicolo

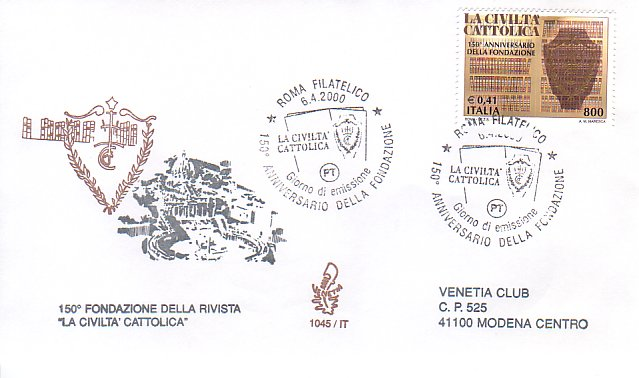
Il francobollo commemorativo dei 150 anni della rivista (2000)

Esce il primo e il terzo sabato del mese.
In tutti i numeri si trovano, fin dall'inizio, i seguenti contenuti:
- Articoli di formazione e riflessione teologica, filosofica, morale, sociale, politica e letteraria.
- Rubriche di cronaca – «Focus», sull’attualità in Italia e all’estero; e «Vita della Chiesa» –; e rubriche di documentazione: «Profili», su personaggi di particolare rilievo, e «Documenti».
- Note e commenti, che, a partire da interventi sulla stampa o da libri, presentano una lettura cattolica per una coscienza meglio informata in grado di decidere più liberamente.
- Una rubrica bibliografica con recensioni e segnalazioni, e la scheda di presentazione di un film o di una rappresentazione teatrale.

### Redazione
Il direttore è designato dal Superiore Generale della Compagnia di Gesù con il beneplacito della Santa Sede.
La redazione prende il nome di Collegio degli scrittori della Civiltà Cattolica (secondo gli Statuti di Pio IX ancora in vigore), ed è composta interamente da padri gesuiti. Tale Collegio è corresponsabile in solidum di tutto ciò che si pubblica: il lavoro della rivista è collegiale.
Nel 2019 la redazione è composta da:
- Antonio Spadaro, direttore
- Giancarlo Pani, vicedirettore
- Domenico Ronchitelli, caporedattore
- Giovanni Cucci
- Diego Fares
- Francesco Occhetta
- Giovanni Sale
- Claudio Zonta S.I.

Gli scrittori emeriti sono: Virgilio Fantuzzi; Federico Lombardi; Giandomenico Mucci; GianPaolo Salvini.

## Direttori
- Carlo Maria Curci (1850-1853)[15]
- Giuseppe Calvetti (24 ottobre 1853-1855)
- Giuseppe Paria (2 gennaio 1855-1856)
- Carlo Maria Curci, seconda direzione (14 settembre 1856-1861)
- Matteo Liberatore (16 marzo 1861-1865)
- Giuseppe Oreglia di Santo Stefano (1865-1868)
- Carlo Piccirillo (1868-1874)
- Francesco Berardinelli (1874-1891)
- Ruggero Freddi (13 settembre 1891-1892)
- Alessandro Gallerani (15 dicembre 1892-1905)
- Salvatore Brandi (3 dicembre 1905-1913)
- Giuseppe Chiaudiano (5 ottobre 1913-1915)
- Enrico Rosa (21 aprile 1915-1931)
- Felice Rinaldi (3 agosto 1931-1939)
- Giacomo Martegnani (15 luglio 1939-1955)
- Calogero Gliozzo (25 marzo 1955-1959)
- Roberto Tucci (24 luglio 1959-1973)
- Bartolomeo Sorge (25 settembre 1973-1985)
- Gianpaolo Salvini (31 luglio 1985-2011)
- Antonio Spadaro[16] (1º ottobre 2011-14 settembre 2023 nominato sottosegretario del Dicastero per la cultura e l'educazione)
- Nuno da Silva Gonçalves (1º ottobre 2023 - in carica)

## Tirature, diffusione, lettorato
Il primo fascicolo fu stampato in 4.200 copie, e se ne dovettero fare sette successive edizioni. Dopo quattro anni la tiratura era di 13.000 copie: numero notevole per l'epoca, tanto che il tipografo dovette acquistare in Inghilterra una macchina celere in sostituzione di quella per la stampa a mano.
Gli abbonati erano 6.307 già alla fine del primo trimestre, e salirono ben presto a 11.800, cifra record per quei tempi: il periodico divenne la prima pubblicazione italiana a diffusione nazionale.
La rivista è inviata in abbonamento postale ed è in vendita nelle librerie cattoliche e in altre librerie maggiori.
La tiratura è (2006) tra le 15.000 e le 16.000 copie. Il lettore tipico è una persona di cultura medio alta, inclusi professionisti ed operatori del mondo economico oltre naturalmente a molti preti, religiosi, e istituzioni cattoliche: conventi, biblioteche, seminari, ecc.
L'11 febbraio 2017 è uscito il fascicolo numero 4.000 del periodico.

## La Civiltà Cattolicae Wikipedia
La rivista nel 2005 ha dedicato un articolo a firma di Antonio Spadaro a Wikipedia.
L'articolo analizza il significato di Wikipedia nel contesto culturale italiano, ne analizza la storia, e ne mette in evidenza pregi e limiti.
La sua conclusione è: